# Sarcophaga melanura
Sarcophaga melanura är en tvåvingeart som beskrevs av Johann Wilhelm Meigen 1826. Sarcophaga melanura ingår i släktet Sarcophaga och familjen köttflugor. Arten är reproducerande i Sverige. Inga underarter finns listade i Catalogue of Life.